# کااوآی-۷۳۰
کااوآی-۷۳۰ یک ستاره است که در صورت فلکی ماکیان قرار دارد.